# بیماری بهجت
بیماری بهجت یا بیماری چیچک یا بیماری آدمنتیاس (نام علمی: Behçet's disease) یک نوع از التهاب رگ‌ها می‌باشد که در ایجاد مشکلات بینایی از جمله کوری، و ایجاد ضایعات پوستی در دهان، پستان، سرفه با حالت صدای پرنده و آلت دردناک نقش دارد. ضایعات پوستی به شکل آفت دردناک هستند. مشکلات ریه، روده، یا درد ماهیچه‌ها کمیاب ولی ممکن است. درمان با استفاده از استروئیدها یا داروهای ایمنی می‌باشد.
این بیماری یک بیماری خودایمنی است که زمینه ژنتیک دارد و تمام دستگاه‌های بدن از جمله مفاصل، پوست و مخاط، چشم، قلب، شش، دستگاه گوارش، مغز و اعصاب و سیستم خونی را درگیر می‌کند. احتمال ابتلا به ان از بیماری لوپوس بیشتر است همچنین بیماری در مردان نسبت به زنان پیش آگهی بیشتر و شدیدتری دارد. بیماری بهجت یکی از بزرگ‌ترین و شایعترین بیماری‌های خودایمنی در جهان محسوب می‌شود که بیشتر در کشورهایی که اطراف جاده ابریشم هستند، دیده می‌شود. هر چه از جاده ابریشم دور شویم شیوعش کمتر می‌شود به طوری که در نیمکره جنوبی بسیار نادر است. عامل ژنتیک در بروز این بیماری نقش مهمی دارد. این بیماری خود را بیشتر به صورت آفت دهان، آفت ناحیه تناسلی، جوش در پوست، التهاب چشم (یووئیت قدامی و خلفی)، درد مفاصل و التهاب روده نشان می‌دهد و مهم‌ترین نشانه‌های آن آفت‌های پی در پی دهانی و ناحیه تناسلی است. حدود ۲۰ درصد افرادی که درگیری چشمی پیدا می‌کنند نابینا می‌شوند.

## عوامل خطر
عوامل مختلفی ممکن است شانس و خطر ابتلا به این بیماری را افزایش دهند. از جمله می‌توان به سن، محل زندگی و عوامل ژنتیکی اشاره کرد. این بیماری در سن ۲۰ تا ۴۰ زندگی شایع تر است و با HLA-B5 ارتباط دارد.

## تشخیص
اگر فردی از شش معیار زیر چهار نمره یا بیشتر بگیرد تشخیص با حساسیت نود و هشت درصد بهجت است
1. آفت دهانی دو نمره
2. آفت ژنیتال (تناسلی) دو نمره
3. ضایعات چشمی دو نمره
4. ضایعات واسکولار (عروقی) یک نمره
5. ضایعات پوستی یک نمره
6. پاترژی یک نمره